# Muhammad Zaydan
Muhammad Zaydan, noto anche con il nome di battaglia di Abū ʿAbbās (in arabo ابو عباس‎?) (al-Tira, 10 dicembre 1948 – Iraq, 8 marzo 2004), è stato un politico e terrorista palestinese, fondatore e capo del gruppo paramilitare Fronte per la Liberazione della Palestina (FLP). Abbas fu condannato dalla magistratura italiana all'ergastolo in contumacia per il suo ruolo nell'organizzazione del dirottamento della nave Achille Lauro.
Morì in circostanze misteriose nel carcere di prigionia statunitense nell'aeroporto di Baghdad dove era stato recluso (senza accuse). Era ricercato dal 1985 per il sequestro della nave italiana Achille Lauro e l’omicidio di Leon Klinghoffer, uno statunitense disabile di religione ebraica. Sposato a Reem Abul Abbas da cui ebbe un figlio.

## Biografia

### Impegno politico
Nel 1968 Abū ʿAbbās divenne membro del gruppo PFLP-GC di Ahmed Jibril. Nel 1977, in occasione di gravi disaccordi sorti tra il FPLP-GC e l'OLP ed altre fazioni palestinesi con base in Libano, Abū ʿAbbās - che si opponeva al coinvolgimento della Siria nella guerra civile in corso in Libano, lasciò il FPLP-GC e fondò il FLP con Tal'at Ya'qub. Successivamente questo gruppo si divise in tre fazioni separate (che in seguito tornarono a fondersi). La fazione guidata da Abū ʿAbbās, che era la maggiore, spostò il suo quartier generale in Tunisia.
Nonostante le divergenze con Yasser Arafat, Abū ʿAbbās e il suo gruppo continuarono nel corso degli anni a restare sotto l'ombrello dell'OLP. Per questo motivo l'attacco di un commando del FLP a una spiaggia israeliana il 30 maggio 1990 offrì al governo degli Stati Uniti il pretesto per interrompere i dialoghi diretti con l'OLP.

### Coinvolgimento con il terrorismo
Fin dalla sua fondazione nel 1977 il FLP di Abū ʿAbbās fece parte dell'OLP e ricevette supporto sia da quest'ultimo sia dal movimento al-Fath di Arafat. Diversamente dalla politica adottata dal FPLP, il gruppo di Abū ʿAbbās appoggiò l'idea di negoziati tra Palestinesi e israeliani. In questo quadro, Abū ʿAbbās fu eletto membro del comitato esecutivo dell'OLP nel 1984 e rappresentò il Consiglio Nazionale Palestinese (il parlamento in esilio palestinese) nel 1989 durante i negoziati di pace allora in corso con Israele.
Per via del suo sostegno ai negoziati, negli anni novanta le autorità israeliane consentirono ad Abū ʿAbbās libertà di movimento nella Striscia di Gaza, sebbene fosse da esse ricercato con l'accusa di aver organizzato attacchi terroristici contro civili tra gli anni settanta e novanta. Durante uno di tali attacchi, occorso il 22 aprile 1979 a Nahariya (Israele), rimasero uccisi quattro cittadini israeliani e due dei quattro componenti del commando palestinese.

### Il dirottamento dell'Achille Lauro
Abū ʿAbbās divenne noto al pubblico internazionale nell'ottobre del 1985, quando fu accusato di aver organizzato il dirottamento della nave da crociera italiana Achille Lauro e del sequestro del suo equipaggio e dei suoi passeggeri, condotto da un commando di aderenti al FLP. Nel corso dell'azione terroristica fu assassinato il cittadino statunitense disabile Leon Klinghoffer, che era a bordo della nave e il cui corpo venne gettato in mare: i quattro esecutori materiali del dirottamento furono indotti a cessare l'operazione a Porto Said dall'intervento diretto di Abū ʿAbbās (sul quale sarebbe personalmente intervenuto Yasser Arafat che, su richiesta del Governo italiano, lo avrebbe convinto a recarsi sul posto a convincere via radio i dirottatori, dietro promessa di salvacondotto da concedere agli assalitori della nave). Sulla base di documentazione statunitense e israeliana, la magistratura italiana in seguito ritenne provata la responsabilità di Abū ʿAbbās nell'organizzazione del dirottamento, condannandolo all'ergastolo in contumacia.

### La crisi USA-Italia
Subito dopo la liberazione dell'Achille Lauro, i quattro dirottatori, accompagnati da Abū ʿAbbās, presero posto a bordo di un aereo civile egiziano dell'Egypt Air che avrebbe dovuto condurli al sicuro in Tunisia. Il 10 ottobre 1985, tuttavia, l'aereo fu dirottato da velivoli militari statunitensi e costretto ad atterrare nella base NATO di Sigonella (CT). Una volta a terra, l'aereo fu circondato dai militari dell'Aeronautica Militare italiana. Poco dopo, non annunciato, atterrò un velivolo statunitense dal quale sbarcò un folto gruppo di militari della Delta Force, che circondarono i militari italiani che erano a guardia dell'aereo egiziano, pretendendo la consegna immediata dei quattro dirottatori e di Abū ʿAbbās. Gli uomini della Delta Force furono quindi a loro volta circondati dai Carabinieri, che minacciarono di far intervenire ulteriori rinforzi italiani.
Mentre gli schieramenti concentrici di militari restavano reciprocamente sotto la minaccia delle altrui armi, nel cuore della notte si susseguirono messaggi frenetici tra le cancellerie di Roma e Washington, fino a quando, durante uno scambio telefonico, il Presidente del Consiglio italiano Bettino Craxi impose al Presidente degli Stati Uniti Ronald Reagan il proprio punto di vista, spiegando che gli autori di un reato commesso su una nave italiana non potevano soltanto "transitare" sul territorio italiano per essere condotti altrove. La base di Sigonella era territorio italiano, così come la stessa nave Achille Lauro, per cui i cinque passeggeri dell'aereo egiziano sarebbero stati presi in carico dalle autorità italiane e giudicati in Italia. Dopo tale contatto, la Delta Force abbandonò Sigonella; Abū ʿAbbās e i quattro militanti del FLP furono presi in consegna dai militari italiani.
Se gli Stati Uniti ritenevano Abū ʿAbbās capo ed organizzatore degli esecutori materiali del sequestro dell'Achille Lauro e dell'omicidio del loro cittadino, il governo italiano lo riteneva invece un mediatore efficace (ruolo svolto dalla torre di controllo di Porto Said), tanto più che egli deteneva un passaporto diplomatico tunisino. Tale differenza di posizioni venne alla luce quando, fatto decollare nuovamente l'aereo egiziano per Roma, i quattro dirottatori furono presi in custodia all'arrivo dalla polizia italiana, mentre Abū ʿAbbās - dopo ore concitate in cui la sua locazione fisica fu occultata tanto a possibili colpi di mano da parte di agenti segreti stranieri, quanto alla magistratura italiana inquirente - il 12 ottobre 1985 il leader del FLP fu imbarcato su un volo di linea jugoslavo che lo portò libero fuori dal territorio italiano.
A tali eventi fece seguito una ripresa delle polemiche politiche e diplomatiche legate al caso (anche con ricadute sulla maggioranza di governo italiana, per la posizione assunta dal ministro Giovanni Spadolini). Tra il 18 giugno ed il 10 luglio 1986 Abū ʿAbbās fu processato in contumacia da un tribunale italiano che lo condannò all'ergastolo quale organizzatore del sequestro della nave italiana, condanna poi confermata in secondo grado.

### Rifugiato in Iraq
Dalla Jugoslavia poi volò ad Aden, nello Yemen del Sud e da lì a Baghdad, sotto la protezione di Saddam Hussein. Rimase in Iraq e comandò l'FLP (riunito nel 1989) fino all'invasione americana dell'Iraq nel 2003.
Anche la Libia fornì supporto e basi sicure al gruppo di Abū ʿAbbās fin verso la fine del 1990 quando, su richiesta dell'Egitto che aveva scoperto un piano del FLP per compiere attentati sul suo territorio, il governo di Tripoli ne decretò l'espulsione dei suoi membri. Saddam Hussein, che sosteneva finanziariamente il FLP, ne evitò l'estradizione verso l'Italia e verso gli Stati Uniti, che lo ricercavano per terrorismo, pirateria ed omicidio.
Nel 1996 Abū ʿAbbās pronunciò pubbliche scuse per l'atto di terrorismo contro l'Achille Lauro e si augurò la ripresa di negoziati per la pace tra palestinesi ed israeliani; le sue scuse, tuttavia, vennero fermamente respinte dal governo degli Stati Uniti e dalla famiglia Klinghoffer, che lo invitarono ancora una volta a presentarsi al cospetto della giustizia.
Abū ʿAbbās risiedette a Baghdad dove era libero di effettuare molti viaggi nei Paesi limitrofi, sino a quando fu arrestato dalle forze di occupazione statunitensi nel 2003.

### La cattura e la morte
Il 15 aprile 2003 Abū ʿAbbās fu arrestato dalle forze statunitensi in Iraq. L'Italia di conseguenza ne richiese l'estradizione. Il Pentagono riportò però la notizia che Abū ʿAbbās era morto sotto custodia statunitense, per cause naturali, l'8 marzo 2004. Il FLP intervenne accusando gli Stati Uniti di aver assassinato il suo leader. Le autorità USA respinsero l'accusa ed acconsentirono alla restituzione della salma ai palestinesi affinché fosse sepolto a Ramallah. La sepoltura fu però vietata dalle autorità israeliane, e Abū ʿAbbās fu tumulato a Damasco.